# Antal Zámbó
Antal Zámbó (ur. w 1950) – węgierski skoczek narciarski.
W 1968 wystąpił na mistrzostwach Europy juniorów na skoczni w Les Rousses. Po skokach na 54,5 i 59 m zajął jednak ostatnie 37. miejsce.
Brał udział w 19. Turnieju Czterech Skoczni (1970/1971). Wystartował we wszystkich czterech konkursach, a najwyższe miejsce zajął w ostatnim konkursie w Bischofshofen – był na 51. miejscu. W łącznej klasyfikacji turnieju zajął 57. miejsce (sklasyfikowano 60 zawodników). Wystartował również w Turnieju Czterech Skoczni 1971/1972. Zajmował jednak dalekie pozycje i w łącznej klasyfikacji zajął 72. miejsce, ponownie wyprzedzając tylko 3 zawodników.
W swojej karierze raz zdobył indywidualne mistrzostwo Węgier w skokach narciarskich – miało to miejsce w 1973.